# Singara (gênero)
Singara é um gênero de traça pertencente à família Arctiidae.